# Reductoonops
Genre
Reductoonops est un genre d'araignées aranéomorphes de la famille des Oonopidae.

## Distribution
Les espèces de ce genre se rencontrent en Amérique.

## Liste des espèces
Selon World Spider Catalog (version 18.5, 01/01/2018) :
- Reductoonops almirante Platnick & Berniker, 2014
- Reductoonops armeria Platnick & Berniker, 2014
- Reductoonops bayano Platnick & Berniker, 2014
- Reductoonops berun Dupérré & Tapia, 2017
- Reductoonops carpish Platnick & Berniker, 2014
- Reductoonops celica Platnick & Berniker, 2014
- Reductoonops chamela Platnick & Berniker, 2014
- Reductoonops diamant Platnick & Berniker, 2014
- Reductoonops domingo Platnick & Berniker, 2014
- Reductoonops elqui Platnick & Berniker, 2014
- Reductoonops escopeta Platnick & Berniker, 2014
- Reductoonops ferry Platnick & Berniker, 2014
- Reductoonops hato Platnick & Berniker, 2014
- Reductoonops hedlite Platnick & Berniker, 2014
- Reductoonops jabin Platnick & Berniker, 2014
- Reductoonops jatun Platnick & Berniker, 2014
- Reductoonops leticia Platnick & Berniker, 2014
- Reductoonops lucha Platnick & Berniker, 2014
- Reductoonops marta Platnick & Berniker, 2014
- Reductoonops meta Platnick & Berniker, 2014
- Reductoonops molleturo Platnick & Berniker, 2014
- Reductoonops monte Platnick & Berniker, 2014
- Reductoonops naci Platnick & Berniker, 2014
- Reductoonops napo Platnick & Berniker, 2014
- Reductoonops niltepec Platnick & Berniker, 2014
- Reductoonops nubes Platnick & Berniker, 2014
- Reductoonops otonga Platnick & Berniker, 2014
- Reductoonops palenque Platnick & Berniker, 2014
- Reductoonops pichincha Platnick & Berniker, 2014
- Reductoonops pinta Platnick & Berniker, 2014
- Reductoonops real Platnick & Berniker, 2014
- Reductoonops sasaima Platnick & Berniker, 2014
- Reductoonops tandapi Platnick & Berniker, 2014
- Reductoonops tina Platnick & Berniker, 2014
- Reductoonops yasuni Platnick & Berniker, 2014

## Publication originale
- Platnick & Berniker, 2014 : The Neotropical goblin spiders of the new genus Reductoonops (Araneae, Oonopidae). American Museum Novitates, no 3811, p. 1-75 (texte intégral).